# Estadio José María Minella
El Estadio José María Minella es un recinto ubicado en la ciudad de Mar del Plata, Argentina. Es propiedad y está administrado por la municipalidad de General Pueyrredón. Fue inaugurado en el Mundial de 1978 y a raíz de ser una de las sedes del torneo se lo denominó estadio Mundialista. Su capacidad es de 35 180 espectadores. Es usado para disputar los partidos de local por  Aldosivi y Alvarado, clubes que participan en la Liga Profesional de Fútbol y la Primera Nacional, campeonato de la segunda categoría del fútbol argentino, respectivamente.

## Historia
En 1976, se creó un organismo llamado Ente Autárquico Mundial '78 (EAM 78), que se encargó de la remodelación y construcción de estadios y del desarrollo de la infraestructura logística, turística y de comunicaciones.
El EAM 78 remodeló los estadios Antonio Vespucio Liberti y José Amalfitani de Buenos Aires, el Gigante de Arroyito —Rosario; y construyó tres adicionales: los Ciudad de Mendoza, Ciudad de Córdoba y Ciudad de Mar del Plata.
El proyecto es del estudio de arquitectura Antonini-Schon-Zemborain, de amplia trayectoria en obras de magnitud.
El estadio recibió el nombre del futbolista y entrenador marplatense José María Minella, a instancias del periodista Mario Trucco. Pertenece al ámbito de la municipalidad de General Pueyrredón, que lo mantiene y administra.
En septiembre de 2021 el sector de plateas techadas sufrió una clausura ante peligros de derrumbe, reduciendo su capacidad.
En agosto de 2024, el intendente de General Pueyrredon, Guillermo Montenegro declaró que convocará a licitación nacional e internacional para concesionar el estadio, ante el deplorable estado en que se encuentra. En diciembre, el consejo deliberante de la ciudad aprobó la licitación a 30 años, con una posibilidad de prorroga de 10 años.

## Uso
Es la sede de varios equipos de la ciudad, como Aldosivi y Alvarado, que ejercen allí la localía en sus enfrentamientos correspondientes a los distintos certámenes de la Asociación del Fútbol Argentino, en los que participan. 
Además, se realizan los Torneos de Verano organizados por Torneos, en los que suelen intervenir los principales equipos de la Primera División de Argentina. Ha sido utilizado para los Juegos Panamericanos de 1995, como también en la Copa América Femenina 1998, ganada por Brasil.
Durante la guerra de las Malvinas, en mayo de 1982, unas 50 000 personas realizaron la jura de bandera en el entonces estadio Ciudad de Mar del Plata, con la música de la banda de la Agrupación de Artillería de Defensa Aérea 601.
Durante su paso en Primera División en el año 2004 Huracán de Tres Arroyos mudó su localía a este estadio hasta finalizar la remodelación de sus instalaciones.
El estadio también ha sido utilizado para albergar algunos eventos musicales.

## Copa del Mundo 1978

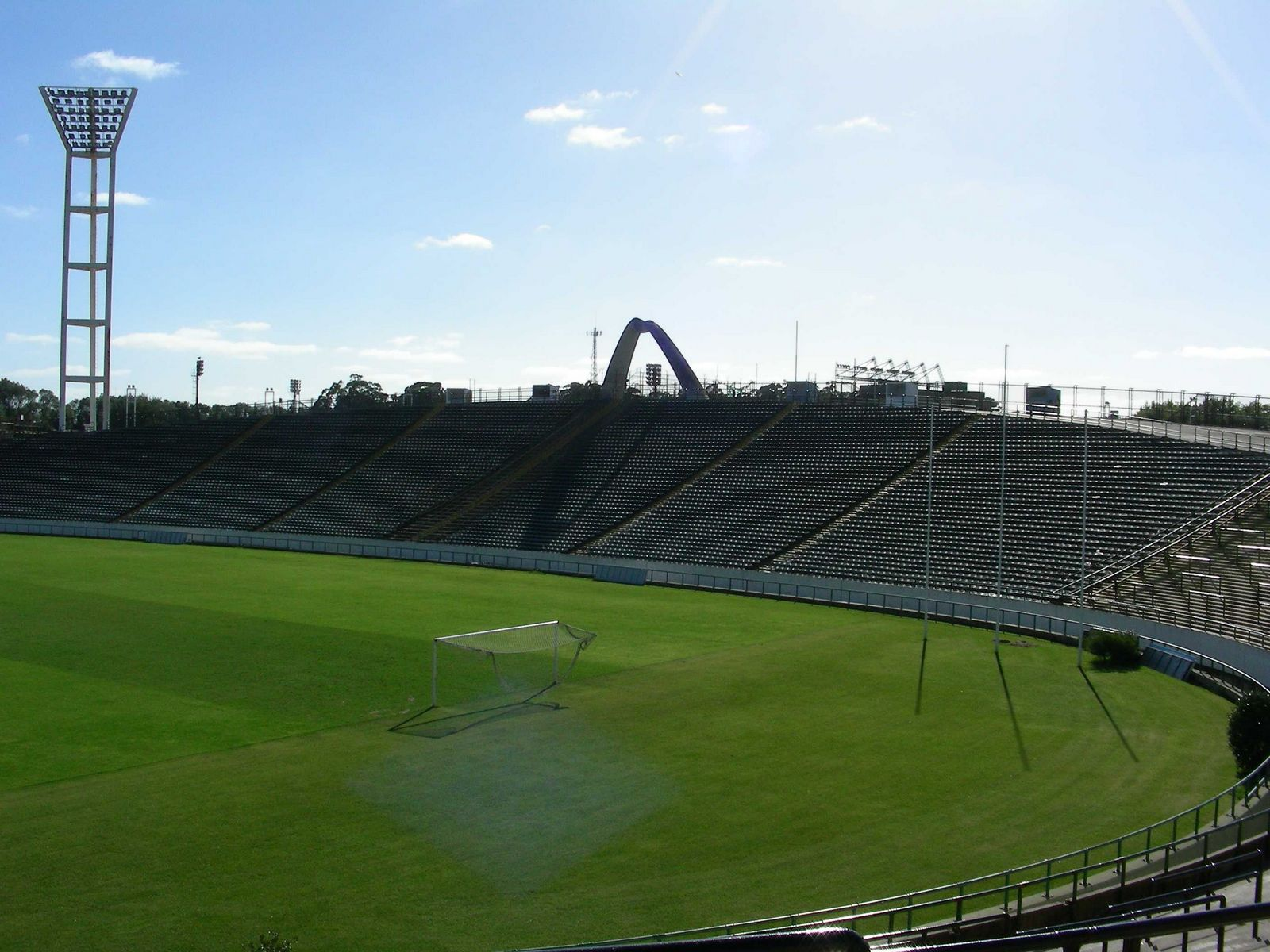
Vista de la platea descubierta con el Pebetero Olímpico emplazado en ocasión de los Juegos Panamericanos de 1995.

En el Mundial, se disputaron en este estadio seis partidos de la primera fase. Brasil jugó los tres encuentros de la rueda inicial e Italia dos.
| Fecha               | Fase    | Equipo  |                    | Resultado |                    | Equipo  | Espectadores   |
| ------------------- | ------- | ------- | ------------------ | --------- | ------------------ | ------- | -------------- |
| 2 de junio de 1978  | Grupo 1 | Italia  | Bandera de Italia  | 2 - 1     | Bandera de Francia | Francia | 42 373 Reporte |
| 3 de junio de 1978  | Grupo 3 | Suecia  | Bandera de Suecia  | 1 - 1     | Bandera de Brasil  | Brasil  | 32 569 Reporte |
| 6 de junio de 1978  | Grupo 1 | Italia  | Bandera de Italia  | 3 - 1     | Bandera de Hungría | Hungría | 26 533 Reporte |
| 7 de junio de 1978  | Grupo 3 | Brasil  | Bandera de Brasil  | 0 - 0     | Bandera de España  | España  | 34 771 Reporte |
| 10 de junio de 1978 | Grupo 1 | Francia | Bandera de Francia | 3 - 1     | Bandera de Hungría | Hungría | 23 127 Reporte |
| 11 de junio de 1978 | Grupo 3 | Brasil  | Bandera de Brasil  | 1 - 0     | Bandera de Austria | Austria | 35 221 Reporte |

## Copa del Mundo Sub-20 2001
| Fecha               | Fase             | Equipo   |                     | Resultado |                     | Equipo   | Espectadores   |
| ------------------- | ---------------- | -------- | ------------------- | --------- | ------------------- | -------- | -------------- |
| 18 de junio de 2001 | Grupo F          | Ghana    | Bandera de Ghana    | 2 - 1     | Bandera de Paraguay | Paraguay | 2000 Reporte   |
| 18 de junio de 2001 | Grupo F          | Irán     | Bandera de Irán     | 0 - 5     | Bandera de Francia  | Francia  | 4500 Reporte   |
| 21 de junio de 2001 | Grupo F          | Francia  | Bandera de Francia  | 2 - 2     | Bandera de Paraguay | Paraguay | 4575 Reporte   |
| 21 de junio de 2001 | Grupo F          | Irán     | Bandera de Irán     | 0 - 1     | Bandera de Ghana    | Ghana    | 3950 Reporte   |
| 24 de junio de 2001 | Grupo F          | Ghana    | Bandera de Ghana    | 0 - 0     | Bandera de Francia  | Francia  | 13 000 Reporte |
| 24 de junio de 2001 | Grupo F          | Paraguay | Bandera de Paraguay | 2 - 0     | Bandera de Irán     | Irán     | 6000 Reporte   |
| 24 de junio de 2001 | Octavos de final | Ghana    | Bandera de Ghana    | 1 - 0     | Bandera de Ecuador  | Ecuador  | 11 000 Reporte |

## Partidos de la selección argentina de fútbol

### Amistosos
| 9 de marzo de 1982 | Argentina | 0:0     | Checoslovaquia | Estadio Mundialista, Mar del Plata                              |                                                                 |
|                    |           | Reporte |                | Asistencia: 35 000 espectadores Árbitro(s): Juan Carlos Loustau | Asistencia: 35 000 espectadores Árbitro(s): Juan Carlos Loustau |

| 28 de diciembre de 1996 | Argentina                  | 2:3 (1:1) | RF de Yugoslavia                            | Estadio José María Minella, Mar del Plata                         |                                                                   |
|                         | Esnáider 43' · Morales 62' | Reporte   | Drulović 22' · Govedarica 53' · Jovicic 77' | Asistencia: 19 683 espectadores Árbitro(s): Ángel Osvaldo Sánchez | Asistencia: 19 683 espectadores Árbitro(s): Ángel Osvaldo Sánchez |

| 24 de febrero de 1998 | Argentina                   | 3:1 (1:0) | RF de Yugoslavia | Estadio José María Minella, Mar del Plata                           |                                                                     |
|                       | Crespo 45' (pen.), 85', 89' | Reporte   | Drobnjak 78'     | Asistencia: 35 000 espectadores Árbitro(s): Ubaldo Aquino Valenzano | Asistencia: 35 000 espectadores Árbitro(s): Ubaldo Aquino Valenzano |

| 10 de febrero de 2010 | Argentina                  | 2:1 (0:0) | Jamaica     | Estadio José María Minella, Mar del Plata                 |                                                           |
|                       | Palermo 77' · Canuto 90+3' | Reporte   | Johnson 46' | Asistencia: 20 000 espectadores Árbitro(s): Víctor Rivera | Asistencia: 20 000 espectadores Árbitro(s): Víctor Rivera |

| 20 de abril de 2011 | Argentina              | 2:2 (2:1) | Ecuador                            | Estadio José María Minella, Mar del Plata                            |                                                                      |
|                     | Yacob 32' · Hauche 34' | Reporte   | Quiñónez 26' · Castillo 68' (pen.) | Asistencia: Sin datos sobre espectadores Árbitro(s): Roberto Silvera | Asistencia: Sin datos sobre espectadores Árbitro(s): Roberto Silvera |

### Copa Artemio Franchi 1993
| 24 de febrero de 1993 | Argentina                                                     | 1:1 (1:1, 1:1) (t. s.)(5:4 p.) | Dinamarca                                                  | Estadio José María Minella, Mar del Plata               |                                                         |
|                       | Caniggia 30'                                                  | Reporte                        | Craviotto 12'                                              | Asistencia: 40 000 espectadores Árbitro(s): Sandor Puhl | Asistencia: 40 000 espectadores Árbitro(s): Sandor Puhl |
|                       |                                                               | Tiros desde el punto penal     |                                                            |                                                         |                                                         |
|                       | Maradona · Batistuta · Simeone · Mancuso · Caniggia · Saldaña |                                | Elstrup · Mølby · B. Nielsen · Vilfort · Laudrup · Goldbæk |                                                         |                                                         |

## Eventos musicales
| País                    | Artista                                 | Fecha                   | Tour                         | Asistentes |
| ----------------------- | --------------------------------------- | ----------------------- | ---------------------------- | ---------- |
| Bandera de Argentina    | Almendra                                | 18 de enero de 1980     | -                            | -          |
| Bandera del Reino Unido | Queen                                   | 4 de marzo de 1981      | The Game Tour                | 30.000     |
| Bandera del Reino Unido | Rod Stewart                             | 25 de febrero de 1989   | Out of Order Tour            | -          |
| Bandera de Argentina    | Patricio Rey y sus Redonditos de Ricota | 26 de mayo de 1990      | Bang! Bang! Tour             | -          |
| Bandera de Argentina    | Soda Stereo                             | 27 de enero de 1992     | Gira Animal                  | -          |
| Bandera de México       | Luis Miguel                             | 2 de diciembre de 1994  | Segundo Romance Tour         | 22.000     |
| Bandera de Argentina    | Charly García                           | 11 de febrero de 1995   | -                            | -          |
| Bandera de Argentina    | La Renga                                | 16 de diciembre de 2006 | Gira Trueno Tierra           | -          |
| Bandera de Puerto Rico  | Chayanne                                | 21 de octubre de 2007   | Mi Tiempo Tour               | -          |
| Bandera del Reino Unido | Duran Duran                             | 24 de noviembre de 2007 | The Red Carpet Massacre Tour | 5.000      |
| Bandera de España       | Joaquín Sabina                          | 29 de enero de 2010     | Gira Vinagre y Rosas         | -          |
| Bandera de Argentina    | Callejeros                              | 31 de enero de 2010     | -                            | 15.000     |
| Bandera de Guatemala    | Ricardo Arjona                          | 11 de octubre de 2014   | Viaje Tour 2014              | -          |
| Bandera de Argentina    | La Renga                                | 12 de diciembre de 2015 | Pesados Vestigios Tour       | -          |
| Bandera de Argentina    | Tan Biónica                             | 20 de enero de 2024     | La Última Noche Mágica       | 20.000     |
| Bandera de Argentina    | Emilia Mernes                           | 25 de enero de 2025     | Emilia Tour 2025             | -          |

## Datos
Ubicación: Avenida De Las Olimpíadas y Ortiz de Zárate. Mar del Plata.

Colectivos: 591, 562, 593, 555, 552, 563 A y B, 573, 542, 715 y 720.